# Volkswagen Golf Mk7
Volkswagen Golf Mk7 (tudi znan kot Golf VII) je kompakten avto, sedma generacija Volkswagen Golf in uspešna nadgradnja Volkswagen Golf Mk6. Predstavljen je bil v Berlinu 4. Septembra 2012, pred javno predstavitvijo 2012 na Paris Auto Show.
Za Golf Mk7 so uporabili isto šasijo, kot za tretjo-generacijo Audi A3, SEAT León in Škoda Octavia. Leta 2013 je avto osvojil nagrado Car of the Year Japan, prvič je bila ta nagrada dodeljena Evropskim avtom.

## Lastnosti

### Novi varnostni sistemi
- Prve serije  proizvodnje Volkswagna z Pro-aktivno zaščito potnikov (podobno kot Mercedes-Benz Pre-Safe), kateri zapre okna in dodatna navije varnostni pas, da odstrani odvečno ohlapnost, če se odkrije potencialna sekundarna nesreča. Varnosti pasovi te vrste zaščite so bili že v Mk6, ampak samo za prva dva sedeža.

- Prva serija proizvodnje Volkswagen s sistemom zavornega sistema za preprečitev večkratnega trka.

Motorji, ki so na voljo na začetku so 1.2 in 1.4 litrski turbo benciski motorji z 83 KM (63 kW) in 138 KM (103 kW), oziroma 1.6 in 2.0 litrski turbo motor z 104 KM (77 kW) in 148 KM (110kW). 1.6 TDI BlueMotion Concept ima teoretično kombinirano porabo 3,2 l/100 km
(8,8 mpg-imp; 7,4 mpg-US)  in pričakovano 85 g/km CO2 emisij.
V Braziliji je Golf Mk7 prišel v prodajo, Septembra 2013, samo Highline in GTI serija z Comfortline serijo, katera je bila na voljo šele od Marca 2014.
Vsi modeli so poslani iz Nemčije.
Volkswagen je potrdil, da bodo modeli od Avgusta 2014 dalje poslani iz Mehike iz mesta VW Puebla tovarne. Od 2015 dalje, bo VW Golf Mk7 and Estate Mk7 delan v mestu Puebla, Mehika.

## Motor
Golf linija ima na voljo več pogonskih sistemov: Golf TSi, tudi GTI, sta bencinska motorja; Golf TDI, tudi GTD, sta diesel motorja; Golf TGI poganja stisnjen zemeljski plin (CNG); e-Golf poganja elektrika; in Golf GTE hibridni pogon. 
Vsi motorji so z notranjim izgorevanjem, so 3-valjni ali 4-valjni:
| Bencinski motorji        | Bencinski motorji    | Bencinski motorji | Bencinski motorji                      | Bencinski motorji  | Bencinski motorji  | Bencinski motorji                                      | Bencinski motorji |
| Model                    | Prostornina          | Moč | Navor                                  | Pospešek 0-100km/h | Najvišja hitrost   | Menjalnik                                              | Opombe            |
| ------------------------ | -------------------- | --- | -------------------------------------- | ------------------ | ------------------ | ------------------------------------------------------ | ----------------- |
| 1.2 TSI BlueMotion       | 1.197 cc (73 cu in)  | 85 PS (63 kW; 84 hp) at 4,300–5,300 rpm | 160 N·m (118 lb·ft) at 1,400–3,500 rpm | 11.9 s             | 179 km/h (111 mph) | 5-stopenjski (ročni)                                   |                   |
| 1.2 TSI BlueMotion       | 1.197 cc (73 cu in)  | 105 PS (77 kW; 104 hp) at 5,000 rpm | 175 N·m (129 lb·ft) at 1,550–4,100 rpm | 10.2 s             | 192 km/h (119 mph) | 6-stopenjski (ročni) 7-stopenjski DSG                  |                   |
| 1.6 FSI                  | 1.598 cc (98 cu in)  | 110 PS (81 kW; 108 hp) at 5,800 rpm | 155 N·m (114 lb·ft) at 3,800 rpm       | 10 s               | 200 km/h (124 mph) | 5-stopenjski (ročni) 6-stopenjski Tiptronic            | Chile Colombia    |
| 1.0 TSI BlueMotion       | 999 cc (61 cu in)    | 115 PS (85 kW; 113 hp) at 5,000-5,500 rpm                                                                                                  | 200 N·m (148 lb·ft) at 2,000–3,500 rpm | 9.7 s              | 204 km/h (127 mph) | 6-stopenjski (ročni) 7-stopenjski DSG                  |                   |
| 1.4 TSI BlueMotion       | 1.390 cc (85 cu in)  | 122 PS (90 kW; 120 hp) at 5,000 rpm | 200 N·m (148 lb·ft) at 1,800–4,000 rpm | 9.3 s              | 203 km/h (126 mph) | 6-stopenjski (ročni) 7-stopenjski DSG                  |                   |
| 1.4 TSI BlueMotion       | 1.390 cc (85 cu in)  | 125 PS (92 kW; 123 hp) at 5,000–6,000 rpm                                                                                                  | 200 N·m (148 lb·ft) at 1,400–4,000 rpm | 9.1 s              | 204 km/h (127 mph) | 6-stopenjski (ročni) 7-stopenjski DSG                  | from April 2014   |
| 1.4 TSI BlueMotion       | 1.395 cc (85 cu in)  | 140 PS (103 kW; 138 hp) at 4,500–6,000 rpm                                                                                                 | 250 N·m (184 lb·ft) at 1,500–3,500 rpm | 8.4 s              | 212 km/h (132 mph) | 6-stopenjski (ročni) 7-stopenjski DSG                  |                   |
| 1.4 TSI BlueMotion       | 1.395 cc (85 cu in)  | 150 PS (110 kW; 148 hp) at 5,000–6,000 rpm                                                                                                 | 250 N·m (184 lb·ft) at 1,500–3,500 rpm | 8.2 s              | 216 km/h (134 mph) | 6-stopenjski (ročni) 7-stopenjski DSG                  | from April 2014   |
| 1.8 TSI                  | 1.798 cc (110 cu in) | 172 PS (127 kW; 170 hp) at 4,800–6,200 rpm                                                                                                 | 270 N·m (199 lb·ft) at 1,600–4,200 rpm | 7.6 s              | 209 km/h (130 mph) | 5-stopenjski (ročni) 6-stopenjski Tiptronic avtomatski | North America     |
| GTE                      | 1.395 cc (85 cu in)  | GTE Hybrid mode - 205 PS (151 kW; 202 hp) at 3,750–6,000 rpm Electric Motor - 100 PS (74 kW; 99 hp) Petrol Motor - 150 PS (110 kW; 148 hp) | 350 N·m (258 lb·ft) at 1,500–4,000 rpm | 6.3 s              | 222 km/h (138 mph) | 6-stopenjski DSG                                       | EU                |
| GTI                      | 1.984 cc (121 cu in) | 220 PS (162 kW; 217 hp) at 4,500-6,200 rpm                                                                                                 | 350 N·m (258 lb·ft) at 1,500-4,400 rpm | 6.5 s              | 246 km/h (153 mph) | 6-stopenjski (ročni) 6-stopenjski DSG                  |                   |
| GTI (s športnim paketom) | 1.984 cc (121 cu in) | 230 PS (169 kW; 227 hp) at 4,700-6,200 rpm                                                                                                 | 350 N·m (258 lb·ft) at 1,500-4,600 rpm | 6.4 s              | 250 km/h (155 mph) | 6-stopenjski (ročni) 6-stopenjski DSG                  |                   |
| R                        | 1.984 cc (121 cu in) | 300 PS (221 kW; 296 hp) at 5,500-6,200 rpm                                                                                                 | 380 N·m (280 lb·ft) at 1,800-5,500 rpm | 4.9 s              | 250 km/h (155 mph) | 6-stopenjski (ročni) 6-stopenjski DSG                  |                   |
| Diesel motor             |                      | |                                        |                    |                    |                                                        |                   |
| Model                    | Prostornina          | Moč | Navor                                  | Pospešek 0-100km/h | Najvišja hitrost   | Menjalnik                                              | Opombe            |
| 1.6 TDI BlueMotion       | 1.598 cc (98 cu in)  | 90 PS (66 kW; 89 hp) at 2750 - 4800 rpm | 230 N·m (170 lb·ft) at 1400 - 2700 rpm | 12.9 s             | 185 km/h (115 mph) | 5-stopnenjski (ročni) 7-stopenjski DSG                 |                   |
| 1.6 TDI BlueMotion       | 1.598 cc (98 cu in)  | 105 PS (77 kW; 104 hp) at 3,000–4,000 rpm                                                                                                  | 250 N·m (184 lb·ft) at 1,500–2,750 rpm | 10.7 s             | 192 km/h (119 mph) | 5-stopnenjski (ročni) 7-stopenjski DSG                 |                   |
| 2.0 TDI                  | 1.968 cc (120 cu in) | 110 PS (81 kW; 108 hp) at 4,400 rpm | 250 N·m (184 lb·ft) at 1,500–2,500 rpm | 10.5 s             | 190 km/h (118 mph) | 5-stopenjski (ročni)                                   |                   |
| 2.0 TDI BlueMotion       | 1.968 cc (120 cu in) | 150 PS (110 kW; 148 hp) at 3,500–4,000 rpm                                                                                                 | 320 N·m (236 lb·ft) at 1,750–3,000 rpm | 8.6 s              | 216 km/h (134 mph) | 6-stopenjski (ročni) 6-stopenjski DSG                  |                   |
| GTD                      | 1.968 cc (120 cu in) | 184 PS (135 kW; 181 hp) at 3,500–4,000 rpm                                                                                                 | 380 N·m (280 lb·ft) at 1,750-3,250 rpm | 7.5 s              | 230 km/h (143 mph) | 6-stopenjski (ročni) 6-stopenjski DSG                  |                   |

## Nagrade
- 2015 Avto leta Severna Amerika,[5]
- 2015 Motor Trend Avto leta.[6]
- 2013 Evropski avto leta [1]
- 2013 Svetovni avto leta.[7]
- 2013 Japonski avto leta[8]
- 2013–14 Japonski uvozni avto leta
- 2014 Kakšen avto? – Najboljši Estate avto (Velika Britanija)
- 2013 Wheels avto leta (Australia) [9]
- 2013 Avto leta (Australija) [10]